# Championnat de Bahreïn de football 2021-2022
Navigation
Saison précédente Saison suivante
La saison 2021-2022 du Championnat de Bahreïn de football est la soixante-sixième édition du championnat national de première division à Bahreïn. Les dix meilleurs clubs du pays sont regroupés au sein d'une poule unique et s'affrontent deux fois au cours de la compétition, à domicile et à l'extérieur. En fin de saison, les deux derniers du classement sont relégués et remplacés par les deux meilleurs clubs de deuxième division.
Le Riffa Club est le tenant du titre et remporte de nouveau le championnat, son 14e titre de champion.

## Les clubs participants
- Al Muharraq Club
- Al Najma Club
- Riffa Club
- Al Hidd Club
- East Riffa
- Manama Club
- Budaiya Club
- Al-Ahli Club
- Al-Khaldiya SC- Promu de D2
- Al Hala Sports Club - Promu de D2

## Compétition

### Classement
Le classement est établi sur le barème de points classique (victoire à 3 points, match nul à 1, défaite à 0).
| Rang | Équipe                | Pts | J  | G  | N | P  | Bp | Bc | Diff |
| ---- | --------------------- | --- | -- | -- | - | -- | -- | -- | ---- |
| 1    | Riffa Club T          | 42  | 18 | 12 | 6 | 0  | 32 | 9  | +23  |
| 2    | Manama Club           | 39  | 18 | 11 | 6 | 1  | 31 | 13 | +18  |
| 3    | Al-Khaldiya SCP C     | 30  | 18 | 8  | 6 | 4  | 24 | 13 | +11  |
| 4    | Al Muharraq Club      | 27  | 18 | 8  | 3 | 7  | 22 | 19 | +3   |
| 5    | Al Hala Sports Club P | 25  | 18 | 6  | 7 | 5  | 21 | 24 | -3   |
| 6    | East Riffa            | 24  | 18 | 6  | 6 | 6  | 24 | 22 | +2   |
| 7    | Al-Ahli Club          | 17  | 18 | 3  | 8 | 7  | 18 | 29 | -11  |
| 8    | Budaiya Club          | 17  | 18 | 5  | 2 | 11 | 19 | 29 | -10  |
| 9    | Al Hidd Club          | 13  | 18 | 2  | 7 | 9  | 13 | 27 | -14  |
| 10   | Al Najma Club         | 8   | 18 | 1  | 5 | 12 | 12 | 31 | -19  |

|  | Qualification pour la Coupe de l'AFC 2023-2024                              |
|  | Qualification pour les barrages                                             |
|  | Relégation directe en deuxième division                                     |
|  | T : Tenant du titre C : Vainqueur de la Bahreini King's Cup P : Promu de D2 |

- Le champion est qualifié pour la Coupe de l'AFC 2023-2024, le vainqueur de la Bahreini King's Cup est qualifié pour le tour préliminaire.

## Barrages de relégation
Budaiya Club et Al Hidd Club rencontrent deux clubs de deuxième division, Setra Club et Malkiya, dans un tournoi où le dernier reste ou descend en deuxième division. À l'issue de ce tournoi les deux clubs de première division se maintiennent et Setra Club est promu en deuxième division.

## Bilan de la saison
| Championnat de Bahreïn de football 2021-2022                        |                           |
| Champion                                                            | Riffa Club (14e titre)    |
| Coupes et trophées                                                  |                           |
| Vainqueur de la Bahreini King's Cup                                 | Al-Khaldiya Sporting Club |
| Qualifications continentales                                        |                           |
| Ligue des champions de l'AFC 2023-2024                              | aucun                     |
| Coupe de l'AFC 2023-2024                                            | Riffa Club                |
| Coupe de l'AFC 2023-2024                                            | Al-Khaldiya Sporting Club |
| Promotions et relégations                                           |                           |
| Promus en Bahraini Premier League                                   | Sitra Club                |
| Promus en Bahraini Premier League                                   | Al-Shabab Club            |
| Promus en Bahraini Premier League                                   | Al Bahrain Sports Club    |
| Relégués en Championnat de Bahreïn de football de deuxième division | Al Najma Club             |